# Паститсио
Паститсио (греч. παστίτσιο) или пастицио — традиционное блюдо греческой кухни, происходящее от итальянского тимбалло, макароны, запечённые с рубленым мясом и соусом бешамель. Блюдо также распространено на Кипре и в Египте (под названием макароны-бешамель مكرونة باشميل).
Греческое паститсио имеет нижний слой из букатини или других трубчатых макарон с сыром и яйцом. Средний слой — мясо (говядина, телятина или баранина) с соусом из помидоров и мускатного ореха и душистого перца. Далее следует еще один слой макарон. Верхний слой — соус бешамель. Часто паститсио посыпается тёртым сыром и мускатным орехом.
В основном паститсио подается с салатом.

## Мальта
На Мальте это блюдо называется тимпана — в томатный соус добавляют сваренные макароны, говяжий фарш, сырое яйцо и сыр, а затем запекают.